# ستانيسلاف بيتروف
ستانيسلاف يفجرافوفيتش بتروف (بالروسية: Станисла́в Евгра́фович Петро́в)‏ ؛ ولد في فلاديفوستوك، روسيا عام 1939 هو مقدم متقاعد في قوات الدفاع الجوي السوفيتية. في 26 سبتمبر، 1983، وفقط بعد ثلاثة أسابيع من إسقاط الجيش السوفيتي لطائرة الخطوط الجوية الكورية الرحلة 007، كان بتروف ضابط المناوبة في مركز قيادة تابع لمنظومة أوكا للإنذار المبكر، حينها أطلق النظام إشارة تحذير من صاروخ، ثم صاروخ آخر، حتى وصل العدد إلى خمسة صواريخ أطلقت من الولايات المتحدة. قرر بتروف أن الإنذار كاذب، ويُرى أن قراره هذا قد منع هجمة نووية انتقامية على الولايات المتحدة وحلفائها في حلف شمال الأطلسي، هذه الهجمة التي كانت لتؤدي إلى حرب نووية واسعة النطاق.
قراره اللاحق بعصيان أوامر البروتوكول العسكري السوفيتي، يُنسب إليه الفضل في منع هجوم نووي انتقامي خاطئ على الولايات المتحدة وحلفائها في الناتو والذي كان من الممكن أن يؤدي إلى حرب نووية واسعة النطاق كان من الممكن أن تقضي على نصف سكان البلدان المعنية. وبسبب قراره عدم شن ضربة نووية انتقامية وسط هذا الحادث، غالبًا ما يُنسب إلى بيتروف بأنه «أنقذ العالم».
أثبتت تحقيقات لاحقة أن نظام الإنذار المبكر المعتمد على الأقمار الاصطناعية كان قد أصابه الخلل بالفعل.

## الأوضاع العامة
كانت الأوضاع في بداية سنوات الثمانينات جد متشنجة بين المعسكرين وعلى الصعيد الدولي بشكل عام، في سبتمبر من سنة 1983م فجّر الاتحاد السوفيتي عن طريق الخطأ طائرة كورية مدنية، ظنّا أنها طائرة عسكرية تحلّق فوق التراب السوفييتي، قُتل في قصف الطائرة 269 مسافرا مدنيا، وقد كان على متن الطائرة عضو مجلس الشيوخ الأمريكي. مما زاد في تشنج الأوضاع توترا بين الاتحاد السوفيتي والولايات المتحدة الأمريكية، وكان هاجس توقع أي رد فعل عسكري من قبل المعسكر الغربي والولايات المتحدة أمرا مطروحا.
في هذه الظروف تلقّى الاتحاد السوفييتي إنذارا خاطئا بحدوث هجوم أمريكي على الأراضي السوفييتية. الجهاز كان ينذر بانطلاق خمسة صواريخ من أمريكا باتجاه الاتحاد السوفيتي! كل ما كان على بيتروف عمله هو أن يضغط الزر الأحمر ليدفع بحرب عالمية، نتائجها وحدودها وكوراثها لن تكون لها حدود على البشرية جمعاء.
ولحسن الحظ أن بيتروف كان الضابط الوحيد من أفراد فريقه الذي تلقى تعليما مدنيا، وأن جميع زملائه في الفريق كانوا عسكريين محترفين تعلموا الثنائية الآلية التلقائية الأوتوماتيكية توجيه الأوامر والتنفيذ.
أخذ بعض الوقت ليحلل الوضع أمامه فظهر له أنه من الصعب أن تكتفي الولايات المتحدة بخمسة صواريخ في هجوم (لا بد أن يكون كاسحا واستباقيا ومكبّلا عن ردود الفعل دفعة واحدة)، في هذا التخمين حاول فحص معلومات الرادار بدقة أكبر، وعندها لم يجد دليلا واضحا خلل أو هفوة. مما زاد في عصبية الموقف أما عامل الوقت المتعلق برد الفعل الحمائي لوطنه، وهو ما يقتضي أن يتصرف بأسرع ما يمكن، ولم يشأ أيضاً أن يضغط على زر ردود فعل التعرض لقصف وهجوم أمريكي مما سيبدأ حرب فانية بسبب خطأ تقني!
في هذه الظروف اتخذ قراره المصيري بأن لا يضغط على الزر رد الفعل باتباع حدسه وتخميناته ذات الخلفية مدنية التكوين، ولحسن حظ العالم أن ستانيسلاف بيتروف كان في ذلك الموقع عليه أثناء وقوع ذلك الخلل التقني، فأنقذ العالم مما لا يحمد عقباه وبدون شك إنقاذ دخول العالم إلى حرب عالمية ثالثة بأسلحة دمار شامل نووية وكيميائية وصورايخ بالستية ليس لها من شيء إلا التدمير.

## التسريح من الخدمة وحكمة الصمت
بعد عدة أيام، تلقى بيتروف قرار رسميا بالتسريح من الخدمة، يقول بيتروف، لقد قررت الصمت ولم أتحدث عن تلك الواقعة لعشر سنوات لأنه كان يعتبر الأمر مضرا بسمعة الجيش السوفييتي، «كنت أرى أنه من المخجل أن يقع نظام الجيش السوفييتي في مثل هذا الخطأ.»
نشرت تلك القصة في الصحف، بعد سقوط المعسكر الشرقي، وتلقى بيتروف على إثر ذلك العديد من الجوائز العالمية، ورغم تصرفه الذي ينم عن تكوين مدني علمي تحليلي وحضور الإرادة الشخصية والحكمة في قراءة الأمور، فهو لا ينظر إلى نفسه على أنه قام بعمل بطولي.
ويعلق قائلا: «تلك كانت وظيفتي، لقد كانوا محظوظين لأنني كنت في تلك الدورية دون غيري من الزملاء.»

## جوائز وتكريمات
- منحت جمعية مواطني العالم ومقرها سان فرانسيسكو بتروف جائزتها للمواطن العالمي جنبًا إلى 1000 دولار.[9]
- تم تكريمه في اجتماع في الأمم المتحدة في مدينة نيويورك. وهناك منحت جمعية مواطني العالم بيتروف جائزة المواطن العالمي الخاصة الثانية.[10]
- حصل بيتروف على جائزة دريسدن للسلام في دريسدن، ألمانيا، في 17 فبراير 2013. وشملت الجائزة 25000 يورو.[11]
- حصل على جائزة الإعلام الألماني لعام 2011، والتي تم تقديمها إليه في حفل أقيم في بادن بادن، ألمانيا.[12]
- تم تكريمه بعد وفاته في نيويورك بجائزة مستقبل الحياة بقيمة 50,000 دولار في حفل أقيم في متحف الرياضيات في نيويورك، بعد وفاة بيتروف، تسلمت ابنته إيلينا الجائزة. غاب ديمتري نجل بيتروف عن رحلته إلى نيويورك لأن السفارة الأمريكية أخّرت تأشيرته.[11]

## وصلات خارجية
- وفاة ستانيسلاف بيتروف الذي أنقذ العالم من حرب نووية
- صور ومطبوعات ومقالات حول بتروف ستانيسلاف
- كتاب بعنوان 48 ساعة انتهت الحرب الباردة
- Wired.com Sept. 26, 1983: The Man Who Saved the World by Doing ... Nothing الرجل الذي أنقذ العالم عندما لم يفعل شيئا
- The Nuclear War that Almost Happened in 1983 posted 9-5-03
- Nuclear War: Minuteman